# Sergio Cresto
Sergio Cresto, né le 19 janvier 1956 à New York et mort accidentellement le 2 mai 1986 à Castirla sur le parcours du 30e Tour de Corse automobile, est un copilote italo-américain de rallye.

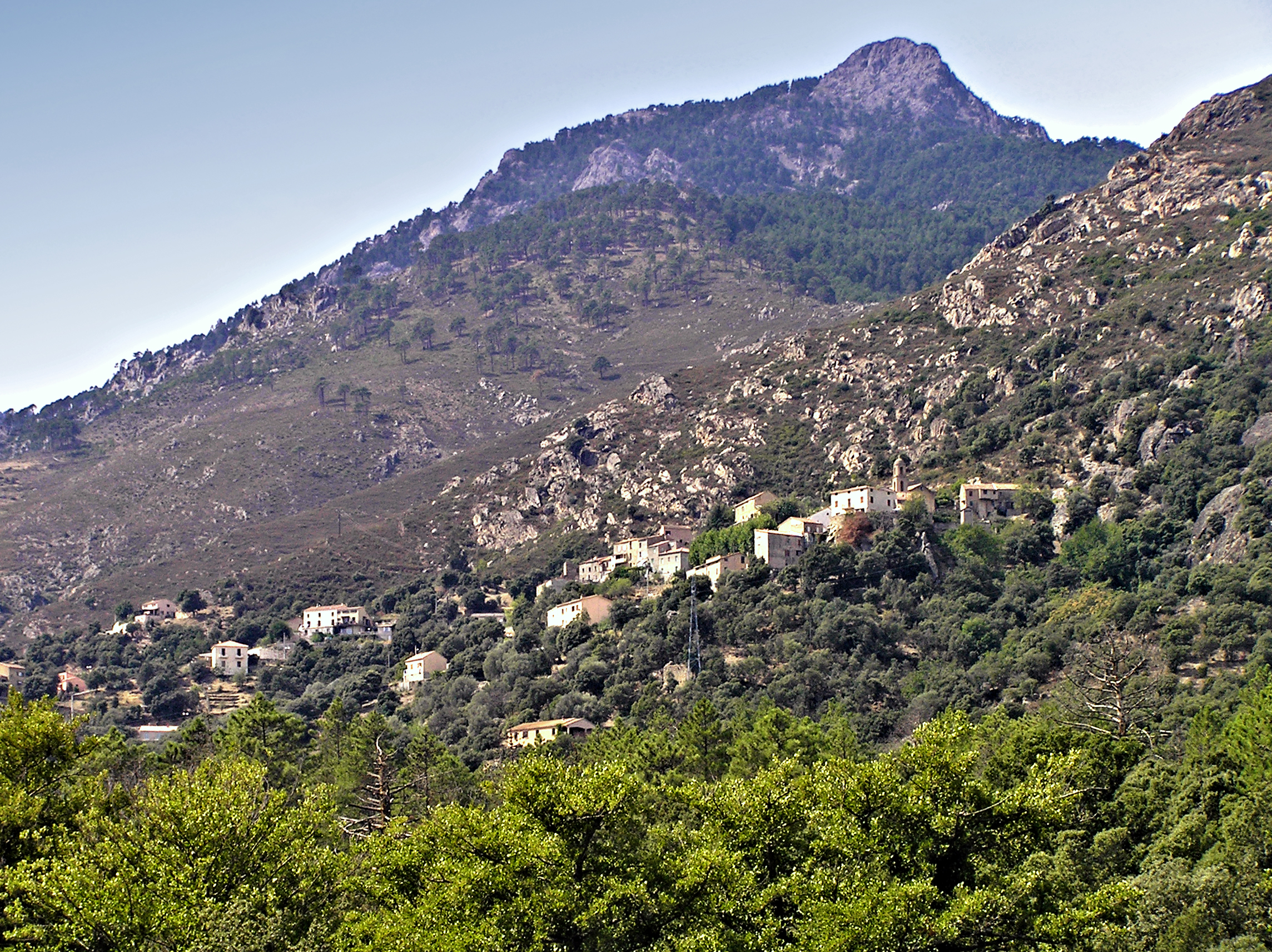
Paysage de Castirla, village situé au nord de l'accident sur la route départementale n°18.

## Biographie
Sergio Cresto naît à New York d'un père italo-américain et d'une mère allemande. À l'âge de quatre ans, il quitte les États-Unis avec son père pour aller vivre en Italie. Il parle couramment anglais, italien et français. Au moment de sa disparition, il est célibataire sans enfants.
Sergio Cresto commence la compétition automobile internationale en 1976 sur Opel Kadett GT/E comme copilote lors du rallye de Sicile. Il termine troisième du tour d'Italie automobile en 1978 avec Leo Pittoni et Renzo Magnani sur Lancia Stratos.
Outre Carlo Capone (en 1984) et Henri Toivonen (en 1986), ses deux principaux pilotes, il a également l'occasion d'être aux côtés de performants pilotes italiens, tels le champion d'Italie des rallyes 1982 Tonino Tognana (de 1979 à 1981), Andrea Zanussi (en 1981, 1983 et 1985 en terminant alors 2e du rallye de Catalogne), le futur triple champion italien 1994-96 Franco Cunico (en 1982) et Attilio Bettega (en 1984, 4e à l'Acropole et 7e en Corse, et en 1985 pour deux épreuves européennes, notamment le rallye de la Costa Smeralda - 2e place - peu avant son décès le 2 mai 1985 au Tour de Corse sur la Lancia Rally 037 no 4 officielle).
Le 2 mai 1986, exactement un an après son ancien pilote Attilio Bettega, Sergio Cresto trouve la mort en Corse sur la Lancia Delta S4 no 4 officielle (Lancia Martini Team) pilotée par Henri Toivonen. Après sept kilomètres, lors de la 18e épreuve spéciale Corte-Taverna, dans la descente du col d'Ominanda sur la départementale 18, peu avant le pont de Castirla (pont du Diable), la voiture sort légèrement trop large en fin d'un virage à gauche où il n'y a aucun muret de protection ni accotement, sans aucun témoin proche de l'accident, tombe sur le toit dans un petit ravin et le réservoir d'essence en aluminium, situé sous les sièges du pilote et du copilote, pratiquement plein, explose en heurtant des arbres alors qu'Henri Toivonen possède 2 min 45 s d'avance sur Bruno Saby au classement général provisoire de l'épreuve, tuant également le pilote finlandais favori pour le titre du championnat du monde 1986.  
Les organisateurs du rallye ne réalisent le drame qui vient de se jouer que lorsque la voiture partie derrière celle d'Henri Toivonen, la Peugeot 205 Turbo 16 Evo 2 de Bruno Saby et Jean-François Fauchille, franchit la ligne d'arrivée avant Toivonen, Saby déclarant n'avoir vu aucune voiture arrêtée sur la route, mais seulement un panache de fumée dans un virage, s'être arrêté, avoir fait demi-tour à pied, fait rarissime en course, et vu une voiture dévorée par le feu dans un ravin. Lorsque seize minutes plus tard, les secours arrivent sur les lieux de l'accident où se trouve aujourd'hui un mémorial dédié à Henri Toivonen et Sergio Cresto, il ne subsiste de la voiture que certaines parties métalliques (treillis de tubes de la structure, moteur, amortisseurs, radiateur et disques de freins), le reste étant totalement consumé comme la carrosserie en plastique et les roues en magnésium. L'équipage n'a pas eu le temps de s'extraire du véhicule. Les causes de la sortie de route sont à ce jour inexpliquées et les avis sont partagés entre erreur humaine, malaise d'Henri Toivonen, souci de communication entre le pilote et son copilote, ou problème mécanique. Michèle Mouton et sa copilote Fabrizia Pons considèrent que c'est un virage piégeux se refermant en sortie de courbe avec une vitesse d'entrée de 120 km/h et une vitesse de sortie de 70 km/h. Jean Ragnotti et Bruno Saby rejoignent cette analyse. Les experts estiment que la Lancia Delta S4 est sortie de la route à une vitesse d'environ 90 km/h à 100 km/h. D'autres personnes, comme Harri Toivonen, pensent qu'il s'agit d'une défaillance mécanique liée à la pédale d'accélérateur de la Lancia bloquée en position plein gaz après avoir traversé le fin plancher de la voiture. Dans les deux hypothèses, la vitesse de sortie de virage est trop élevée et il n'est relevé aucune trace de freinage sur l'asphalte à l'endroit de la sortie de route, hormis de très faibles traces de pneus pouvant laisser penser à un léger dérapage avec survirage, Henri Toivonen n'ayant pas esquissé de tentative pour freiner sa voiture.
Sergio Cresto était domicilié à Ospedaletti près de Sanremo en Italie. Conformément à ses souhaits couchés par écrit testamentaire à Casamozza, près de Bastia, 10 jours avant sa disparition, ses cendres ont été dispersées en mer au large de la ville de Sanremo.

## Conséquences de l'accident
Quelques semaines plus tôt, le décès de trois spectateurs — ainsi qu'une quarantaine d'autres blessés — lorsque Joaquim Santos perd le contrôle de sa Ford RS200, soulève des questions sur la position des spectateurs placés au bord de la route et la très forte puissance, entre 600 ch et 700 ch, ainsi que la fiabilité et la sécurité passive des voitures de Groupe B. La mort d'Henri Toivonen et Sergio Cresto entraîne le retrait définitif de la catégorie des Groupe B par décision de la FISA et de son président Jean-Marie Balestre à l'issue du Championnat du monde des rallyes 1986.

## Palmarès

### Titre
- Championnat d'Europe des rallyes (ERC) en 1984 avec Carlo Capone, sur Lancia Rally 037 de l'écurie Lancia Corse (vice-champion la même année Henri Toivonen).

### Victoire en WRC
- Rallye Monte-Carlo en 1986 avec Henri Toivonen (seul américain à ce jour à remporter une épreuve du WRC).

### 7 victoires en ERC
- Boucles de Spa, 1984.
- Rallye RACE Costa Blanca, 1984.
- Rallye de Bulgarie, 1984.
- Rallye Halkidiki, 1984.
- Rallye d'Antibes, 1984 et 1985.
- Rallye Costa Smeralda, 1986.